# Huebras
Huebras es una localidad y pedanía española perteneciente al municipio de Nerpio, en la provincia de Albacete, comunidad autónoma de Castilla-La Mancha. Está situada en la parte suroccidental de la comarca de la Sierra de Segura. A tan solo dos kilómetros del límite con las provincias de Granada y Jaén, cerca de esta localidad se encuentran los núcleos de Cortijo Nuevo, Pedro Andrés, Cañadas y Fuente de la Carrasca.
Huebras, que se asienta a los pies de la sierra homónima, es el segundo pueblo situado más al sur de la provincia de Albacete y de toda Castilla-La Mancha, sólo superado por Fuente de la Carrasca. Se da la circunstancia de que la ciudad de Murcia queda más próxima a la pedanía que la capital albaceteña.

## Demografía
Según el Instituto Nacional de Estadística de España, en el año 2022 Huebras contaba con 13 habitantes censados, lo que representa el 1,1% de la población total del municipio.

### Evolución de la población
| Gráfica de evolución demográfica de Huebras entre 2012 y 2022 |
|                                                               |
| Datos según el nomenclátor publicado por el INE.              |

## Comunicaciones
Algunas distancias entre Huebras y otras ciudades:
| Ciudades | Distancia (km) |
| -------- | -------------- |
| Nerpio   | 23             |
| Hellín   | 115            |
| Murcia   | 152            |
| Albacete | 178            |
| Granada  | 204            |
| Almería  | 245            |
| Jaén     | 248            |